# 莫斯科舊清真寺
莫斯科舊清真寺，位置是在俄羅斯首都莫斯科莫斯科河畔區塔塔爾斯卡亞街，始建於1823年，以取代先前於1812年因拿破崙戰爭庫圖佐夫撤出莫斯科時被摧毀的私人清真寺。它的旁邊有韃靼人定居。
這幅地由一位韃靼貿易商納薩爾巴伊·哈沙羅夫擁有。沙皇當局允許他建設一個供穆斯林祈禱的地方，它不會被稱為清真寺，不會使人覺得其門面和鄰近房屋顯著不同。在1880年增加了圓頂和尖塔，而1915年建立了伊斯蘭學校。
清真寺在1939年被蘇聯破壞，尖塔也被拆除。最後一位伊瑪目也被整肅，直到1993年清真寺再次重建。